# Osservatorio di Siding Spring
L'Osservatorio di Siding Spring (Siding Spring Observatory) è un osservatorio astronomico sito vicino a Coonabarabran, Nuovo Galles del Sud, Australia, facente parte della Research School of Astronomy & Astrophysics (RSAA) presso l'Università Nazionale Australiana (ANU). Incorpora il telescopio anglo-australiano insieme ad altri telescopi di proprietà dell'ANU, dell'Università del Nuovo Galles del Sud e altre istituzioni. L'osservatorio si trova a 1165 m sul livello del mare nel Warrumbungle National Park sul Monte Woorut, noto anche come Siding Spring Mountain. L'osservatorio di Siding Spring è di proprietà dell'Università Nazionale Australiana e fa parte della scuola di ricerca Mount Stromlo e Siding Spring Observatories. 
All'osservatorio si trovano oltre 100000000 dollari australiani di attrezzature per la ricerca.
Nel luogo sono presenti oltre 60 telescopi, anche se non tutti sono operativi.

## Storia
L'originale Osservatorio del Monte Stromlo fu istituito dal governo del Commonwealth nel 1924. Terminato il dovere di fornire componenti ottici ai militari durante la seconda guerra mondiale, l'enfasi sulla ricerca astronomica cambiò alla fine degli anni '40 da ricerca solare a ricerca stellare. Tra il 1953 e il 1974, il telescopio riflettore di 74 pollici (1,9 m) sul Monte Stromlo era il più grande telescopio ottico in Australia. 
Già negli anni '50, le luci artificiali di Canberra, ACT, avevano illuminato il cielo sul Monte Stromlo a tal punto che molti deboli oggetti astronomici erano stati travolti dall'inquinamento luminoso, costringendo Bart Bok a cercare un nuovo sito. A conclusione di un'apposita ricognizione, il numero di siti possibili venne ridotto a due: Siding Spring e Mount Bingar vicino a Griffith, nel Nuovo Galles del Sud. Siding Spring fu inizialmente suggerito per la ricerca astronomica da Harley Wood, l'astronomo del governo del Nuovo Galles del Sud dell'epoca.
Il sito Siding Spring è stato selezionato dall'ANU nel 1962 rispetto a molti altri luoghi possibili a causa dei cieli scuri e privi di nuvole. A metà degli anni '60 l'ANU aveva installato tre telescopi, insieme a strutture di supporto, come strade private, alloggi per il personale, reti per il trasporto di elettricità e acqua. Nel 1984, il Primo Ministro, Bob Hawke, inaugurò il più grande telescopio dell'ANU, l'economico e innovativo 2,3 metri (7 ft 7 in) di apertura, alloggiato in una semplice cupola cuboide co-rotante. 
A partire dagli anni '50, e indipendentemente dagli sviluppi di Siding Spring, i governi australiano e britannico stavano negoziando sulla costruzione di un telescopio molto grande. Quando queste trattative finalmente si concretizzarono nel 1969, l'infrastruttura dell'Osservatorio di Siding Spring era già in opera, ed era il luogo idoneo in cui collocare il telescopio anglo-australiano (AAT) con apertura di 3,9 m.
Durante la costruzione dell'AAT nei primi anni '70, il British Science Research Council costruì anche l'UK Schmidt Telescope, 1 chilometro (0,62 mi) a nord-est della cupola dell'AAT. Il campo osservativo notevolmente più ampio del design ottico Schmidt integra il campo più ristretto dell'AAT, in quanto le aree più grandi del cielo possono essere rilevate più rapidamente. Gli oggetti interessanti scoperti in tal modo vengono quindi studiati più dettagliatamente utilizzando lo strumento più grande. Nel 1987 il telescopio Schmidt fu unito alla AAT. 
L'osservatorio di Siding Spring ospita anche numerosi telescopi di istituzioni di tutto il mondo, tra cui Corea, Stati Uniti, Regno Unito, Polonia, Ungheria, Germania e Russia. Nel 1990, la struttura di localizzazione satellitare-terrestre dell'Osservatorio di Greenwich  fu chiusa dopo 10 anni di attività.
Nel 2012 è stato commissionato da iTelescope.Net il primo osservatorio basato su Internet accessibile pubblicamente, in collaborazione con RSAA, con oltre 25 telescopi alloggiati in un osservatorio di grandi dimensioni a tetto apribile (ROR) vicino alla base dell'UK Schmidt Telescope. 
La rete globale di telescopi dell'Osservatorio di Las Cumbres gestisce un telescopio Ritchey Chretien di 2 m utilizzato a scopi di ricerca, divulgazione scientifica e istruzione dagli utenti di tutto il mondo.
ROTSE, Robotic Optical Transient Search Experiment è gestito dall'Università del Nuovo Galles del Sud (UNSW), ed è un telescopio robotico di terza generazione da 0,45 m che ha rilevato con successo l'emissione ottica transitoria proveniente da numerosi eventi GRB. L'ampio campo visivo e la risposta rapida consentono misurazioni inaccessibili a strumenti più convenzionali.
HAT-South è un progetto per la ricerca dei transiti dei pianeti extrasolari nell'emisfero australe. Utilizza una rete di telescopi a largo campo per monitorare centinaia di migliaia di stelle luminose, alla ricerca del caratteristico calo di luce che si verifica quando un pianeta passa davanti alla sua stella madre. HAT-South è composto da 3 siti nell'emisfero australe con due unità "TH4", che formano 8 telescopi da 0,2 metri ciascuno in ogni sito. Queste unità TH4 sono composte da quattro astrografi Takahashi da 0,18 m dotati di CCD Apogee 4k x 4k. Ogni unità TH4 controlla 64 gradi quadrati di cielo alla volta, quindi ogni sito è in grado di monitorare 128 gradi quadrati di cielo.
Automated Patrol Telescope (APT) è gestito dall'Università del Nuovo Galles del Sud (UNSW) ed è un telescopio per imaging CCD ad ampio campo. Il telescopio da 0,5 m ha un campo visivo di 5° e può essere utilizzato da remoto o in modalità completamente automatica. Il telescopio ha un design ottico che ricorda più quello di una fotocamera Schmidt, ma ha un obiettivo a 3 elementi per ottenere un campo visivo ampio e corretto. L'APT è stato sviluppato modificando radicalmente i sistemi ottici, meccanici ed elettronici di uno strumento di localizzazione satellitare Baker-Nunn. Il telescopio Baker-Nunn era stato localizzato a Woomera, nell'Australia meridionale, negli anni '60, e in seguito fu di stanza a Orroral Valley vicino a Canberra. La telecamera è stata donata dalla Smithsonian Institution alla UNSW nel 1982.
PROMPT (noto anche come Skynet) è gestito dall'Università della Carolina del Nord. I telescopi di controllo ottico e polarimetria pancromatici sono costituiti da 4 telescopi Ritchey Chretien da 0,41, interamente robotizzati e queue based. Sono in grado di effettuare osservazioni multi-lunghezza d'onda rapide e simultanee di bagliori post-esplosione di raggi gamma e altri oggetti transitori. 
Il telescopio Uppsala Schmidt fu costruito nel 1957, originariamente situato in Svezia presso l'omonimo osservatorio, poi trasferito sul Monte Stromlo, e infine, nel 1982, collocato al Siding Spring Observatory. Il telescopio fu usato dall'ANU in molti compiti come il NEO (Near Earth Object Studies) dal famoso cacciatore di comete Rob McNaught. Era anche la controparte dell'emisfero australe del Catalina Sky Survey (CSS) con sede in Arizona, negli Stati Uniti. Il telescopio è uno specchio sferico da 0,5 m, con una piastra di correzione da 0,5 m, che consente un campo visivo di 6°. 
Il KMT, Korean Microlensing Telescope, è un 1,6 m gestito da KASI. KMTNet mira principalmente a scoprire pianeti extrasolari basati sull'analisi dei fenomeni di microlenti gravitazionali, in particolare il rilevamento di pianeti di massa terrestre nella zona abitabile delle stelle. Il sistema KMTNet ha un potere molto competitivo di rilevamento fotometrico ad ampio campo a vantaggio delle discipline che studiano ad esempio supernovae, asteroidi e galassie esterne. Poiché il periodo di osservazione del rigonfiamento galattico si concentra sull'obiettivo primario dei pianeti extrasolari, gli altri programmi scientifici vengono eseguiti nella stagione in cui il rigonfiamento galattico non è osservabile.
Il telescopio Skymapper, gestito dall'ANU, sta attualmente mappando l'intero cielo australe, completando ciascuna mappa per un periodo di 3 mesi. Il sondaggio registrerà oltre un miliardo di stelle e galassie. Questo telescopio completamente automatizzato utilizza anche una serie di filtri che consentono alla telecamera di registrare il tipo spettrale delle stelle, fornendo agli astronomi informazioni sulla loro età, massa e temperatura. Il telescopio da 1,35 m è stato utilizzato nella caccia al Pianeta 9 e ad altri oggetti transnettuniani, supernovae e alla ricerca della più antica stella conosciuta nell'universo. 
Solaris 3, gestito dal Centro astronomico Nicolaus Copernicus come parte di una rete attraverso l'emisfero australe, è un singolo telescopio da 0,5 m, che utilizza un nuovo metodo chiamato tempismo dell'eclissi per la ricerca di esopianeti. Hanno anche aggiunto un astrografo al loro telescopio, dandogli un duplice scopo. 
Jaxa, l'Agenzia Aerospaziale Nazionale Giapponese, gestisce quattro telescopi da 0,25 m, cercando e localizzando detriti spaziali e oggetti vicini alla Terra nell'emisfero australe. 
Huntsman Telephoto Array è gestito dall'Università AAO e Macquarie per acquisire immagini di deboli strutture galattiche utilizzando obiettivi commerciali. Inizialmente utilizzerà un telescopio Celestron Rowe-Ackermann Schmidt Astrograph (RASA) da 0,28 m con sette obiettivi Canon f/2.8 da 400 mm.
bRing-AU, gestito da una collaborazione di università e astronomi, cercherà materiale circumplanetario, studiando i dischi di polvere nella storia antica e la formazione di satelliti ghiacciati. Usano 2 piccole fotocamere modificate, con chip CCD Kodak. 

### Incendio boschivo del 2013
Il 13 gennaio 2013 la struttura è stata minacciata da un enorme incendio boschivo e tempesta di fuoco. Diciotto membri furono evacuati a Coonabarabran. Tre edifici furono distrutti: l'alloggio "The Lodge" utilizzato dai ricercatori in visita, il Cottage del direttore e la stazione dei pompieri. Sono state implementate misure di prevenzione degli incendi e sono state integrate con la protezione dei telescopi. Sebbene fumo, cenere e altri detriti trasportati dall'aria entrassero in alcune cupole, tutti i telescopi sopravvissero all'inferno. I primi telescopi di nuovo in azione furono quelli dell'Osservatorio remoto iTelescope il 20 gennaio. Il telescopio anglo-australiano ha ripreso le normali operazioni a metà febbraio 2013.

## Zone per i visitatori
C'è una galleria di visitatori e un'area espositiva aperta al pubblico che comprende anche una caffetteria e un negozio di souvenir. Durante il periodo di vacanze scolastiche nel Nuovo Galles del Sud, vengono offerte visite guidate al sito. Gruppi di oltre 15 adulti possono richiedere tour dietro le quinte a piedi o in autobus. 
Ogni anno ad ottobre la struttura offre un giorno di apertura al pubblico, offrendo conferenze sull'astronomia e tour all'interno di molte cupole del telescopio che in questo giorno dell'anno sono aperte al pubblico. Questi tour includono le strutture AAT 3.9M, UK Schmidt, iTelescope.Net, 2.3M ANU e LCGTN 2M.

## Telescopi
- 3,9 m (13 ft) Telescopio Anglo-Australiano (AAO), operativo dal 1974
- 1,24 m (4 ft 1 in) UK Schmidt Telescope (AAO)
- 2 m (6 ft 7 in) Telescopio Faulkes Sud (Osservatorio di Las Cumbres)
- 1,3 m (4 ft 3 in) SkyMapper Telescope (ANU), inaugurato nel 2009 è stato il primo nuovo telescopio ottico di ricerca in Australia dal 1984[7]
- 2,3 m (7 ft 7 in) Advanced Technology Telescope (ANU), è stato costruito nel 1984
- Multiple - iTelescope.Net (iTelescope Network), telescopi remoti connessi a Internet per il pubblico. Costruito nel 2013
- 4 x 0,4 m (1 ft 4 in) PROMPT Telescopes (Università della Carolina del Nord), costruito nel 2013
- HAT-South Telescope Network (ANU, Harvard – Smithsonian Center for Astrophysics, Istituto Max Planck di astronomia) con 8 x 0,2   m telescopi
- Telescopio SOLARIS (Centro astronomico Nicolaus Copernicus - Polonia. Costruito nel 2012)
- 0,5 m (1 ft 8 in) Uppsala Southern Schmidt Telescope (ANU - disattivato nel 2013)
- 0,5 m (1 ft 8 in) Automated Patrol Telescope (UNSW - disattivato nel 2012)
- 0,45 m (1 ft 6 in) ROTSE IIIa, Esperimento di ricerca di transito ottico robotizzato (UNSW)
- Telescopi Jaxa (Japan Aerospace Exploration Agency)
- 40 in (100 cm) Telescopio (ANU), è stato commissionato per la prima volta nel 1963 e attualmente è stato ritirato dall'Osservatorio di Milroy per essere utilizzato dai dilettanti[8]
- 24 in (61 cm) Telescopio (ANU - disattivato)
- 16 in (41 cm) Telescopio (ANU attualmente ospita un telescopio da 14 pollici per i programmi di sensibilizzazione)
- 1,6 m (5 ft 3 in) Korea Microlensing Telescope Network (KMTNet)

## Programmi di osservazione
L'indagine anglo-australiana sugli asteroidi near-Earth ha utilizzato lo Schmidt Telescope nel Regno Unito tra il 1990 e il 1996. Lo stesso telescopio è stato successivamente dedicato all'uso dal rilevamento RAVE della Via Lattea  Il programma di ricerca di oggetti near-Earth chiamato Siding Spring Survey (chiuso nel 2013) ha utilizzato il telescopio Schmidt Southern Uppsala. Il 2dF Galaxy Redshift Survey, uno dei più grandi studi di galassie mai intrapresi, ha utilizzato il telescopio anglo-australiano tra il 1995 e il 2002.

## Scoperte
Nel 1977 fu scoperta a Siding Spring la Pulsar delle Vele. Le comete scoperte dall'osservatorio includono la cometa 103P/Hartley, scoperta nel 1986 da Malcolm Hartley, la cometa C/2006 P1, scoperta da Robert H. McNaught usando il telescopio Schmidt Southern Uppsala l'8 agosto 2006, e la cometa C/2013 A1, scoperta anche da McNaught, che passò estremamente vicino a Marte il 19 ottobre 2014.